# Museo delle navi vichinghe di Roskilde
Il Museo delle navi vichinghe di Roskilde è il museo nazionale della Danimarca dedicato a questo tipo di imbarcazioni, ai viaggi in mare ed alle tecniche di costruzione navale nelle epoche preistoriche e medievali.
Il fulcro del museo è la mostra permanente delle cosiddette navi di Skuldelev, ovvero cinque navi vichinghe del XI secolo scoperte nei fondali del fiordo di Roskilde nel 1962. Il museo inoltre conduce ricerca e istruzione nella storia della navigazione, archeologia marina e archeologia sperimentale.

## Navi di Skuldelev
Intorno all'anno 1070, cinque navi vichinghe furono fatte deliberatamente affondare presso Skuldelev nel fiordo di Roskilde al fine di bloccare la più importante via navigabile e proteggere Roskilde da un attacco nemico via mare. Queste navi, poi chiamate navi di Skuldelev, furono estratte nel 1962. Si sono rivelate essere cinque tipi diversi di imbarcazioni, da navi da carico e a navi da guerra.
Il museo, affacciato sull'insenatura del fiordo, fu costruito nel 1969 con lo scopo principale di esporre queste navi vichinghe. A parte l'esibizione dei cinque relitti, vengono organizzate mostre temporanee a tema più generale.

## Navi di Roskilde
Verso la fine del Novecento, gli scavi per l'espansione del cantiere navale del museo hanno portato alla luce i resti di altre nove navi, chiamate navi di Roskilde, del periodo medievale. Si tratta della scoperta di navi più grande dell'Europa settentrionale. La maggior parte di queste risale al periodo appena successivo all'epoca vichinga (1060-1350), ma la Roskilde 6 è del 1025, ed è la nave vichinga più lunga mai trovata: circa 37 m. Tutte eccetto Roskilde 8 sono state estratte e sono esposte al Museo nazionale danese.

## Navi vichinghe ricostruite e barche storiche
Il Museo delle navi vichinghe ha una lunga tradizione di ricostruzioni di navi vichinghe e di costruzione di imbarcazioni e raccoglie anche imbarcazioni di interesse da tutta la Scandinavia. La collezione di barche del museo comprende oggi più di 40 natanti e l'annesso cantiere navale costruisce costantemente nuove navi con metodi originari, in un processo di apprendimento di archeologia sperimentale cui è possibile prendere parte.

Ogni estate, una manciata di imbarcazioni viene varata per lunghi viaggi in mare al fine di accumulare maggiori conoscenze sulle tecniche e le condizioni di navigazione dei vichinghi.

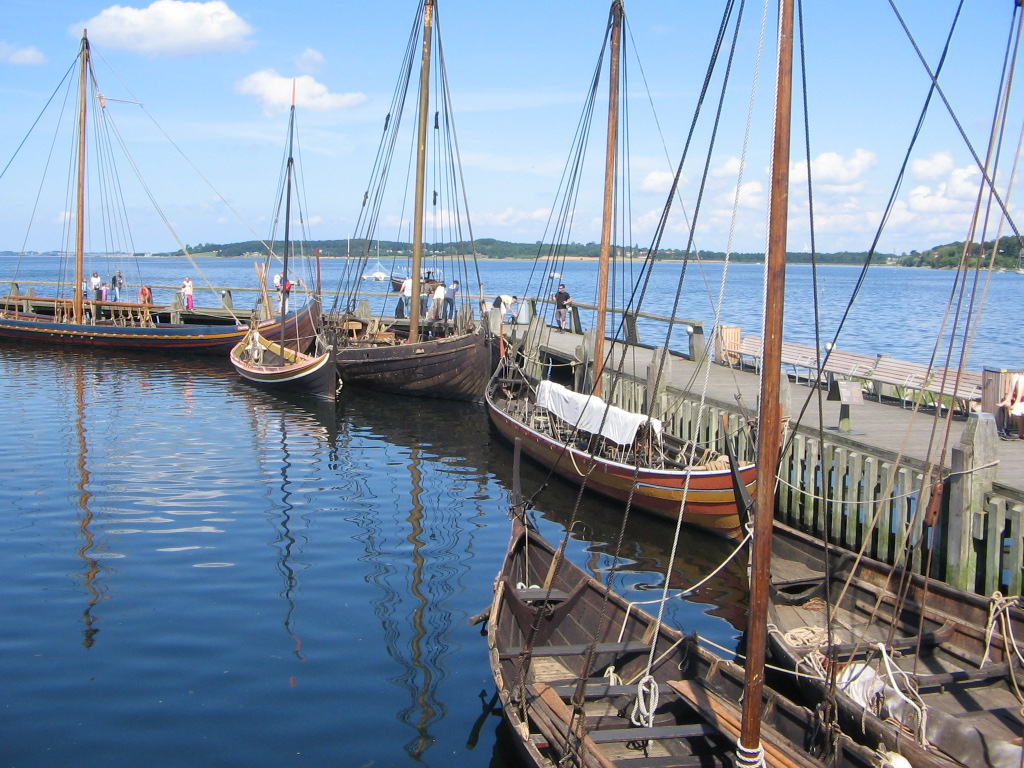
Il museo delle navi vichinghe di Roskilde possiede una grande collezione di barche storiche autentiche e loro ricostruzioni provenienti da tutta la Scandinavia

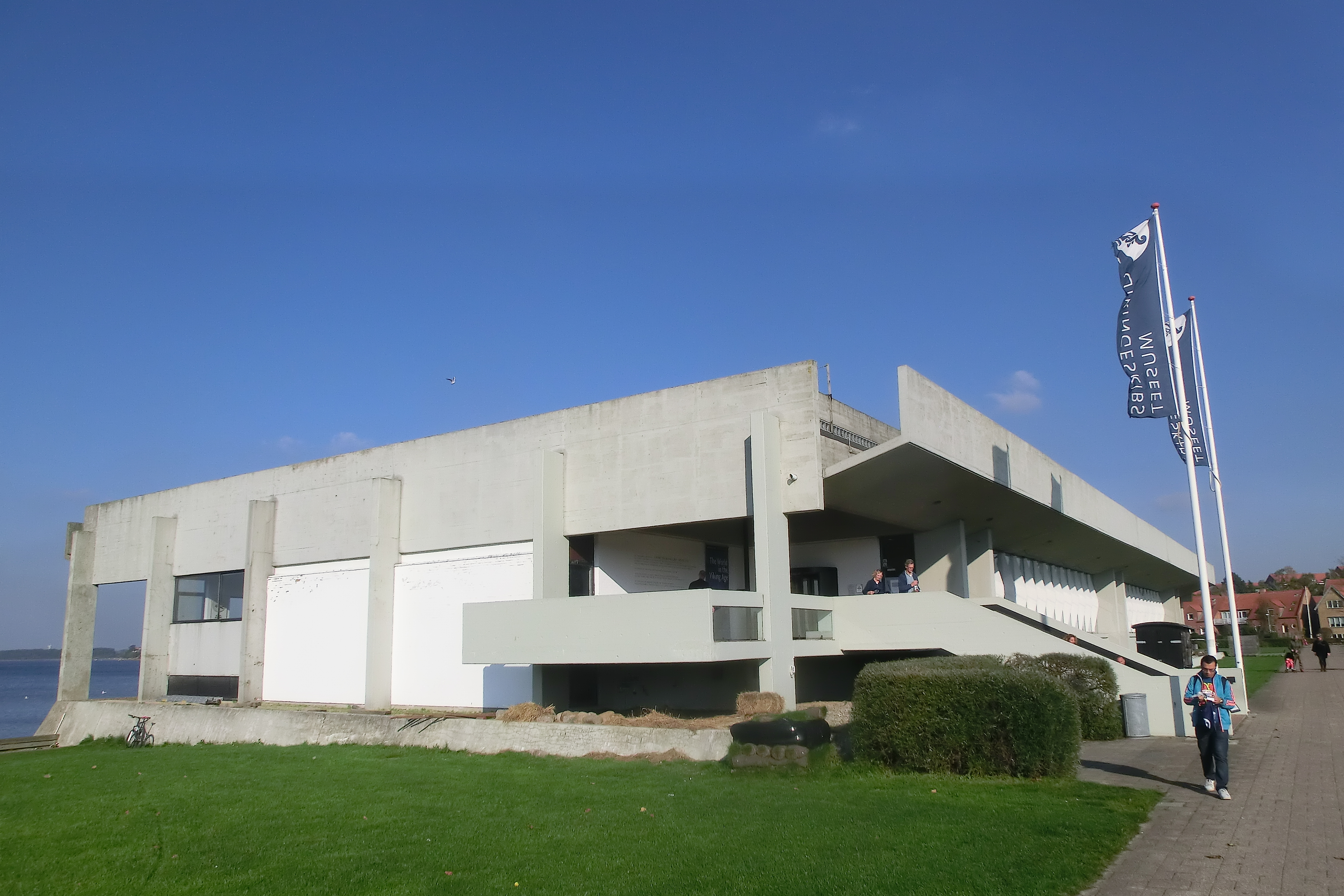
Il museo delle navi vichinghe di Roskilde
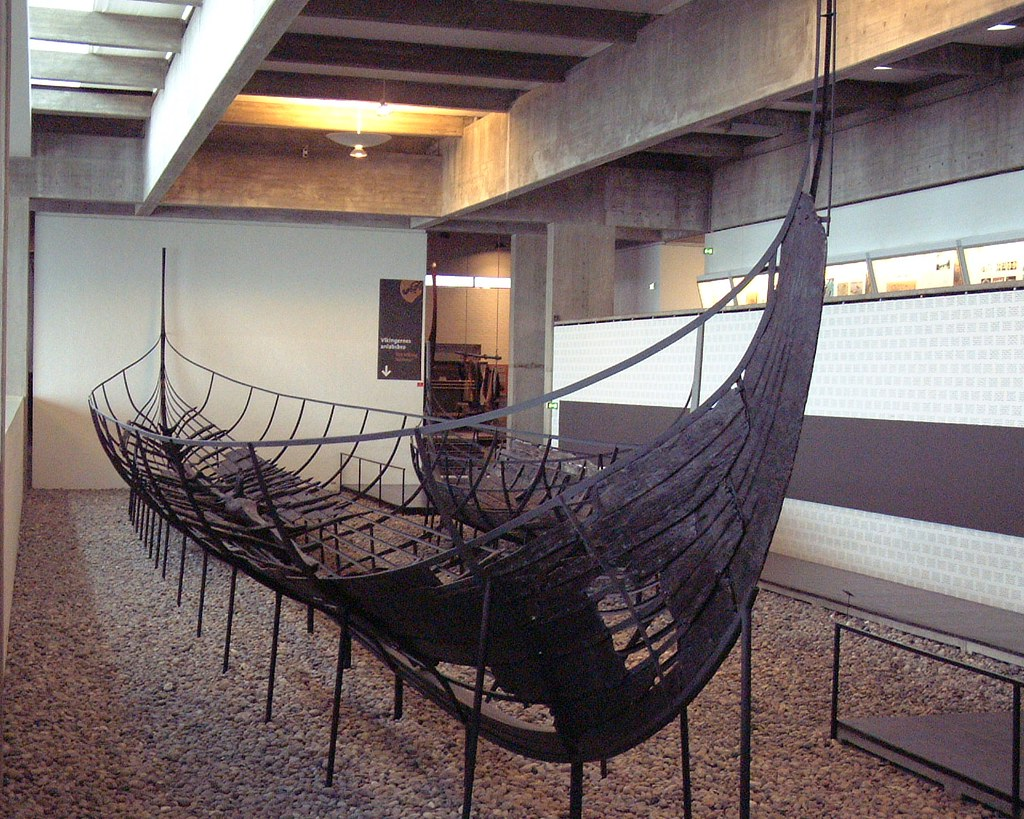
La Skuldelev 2 in una sala del museo
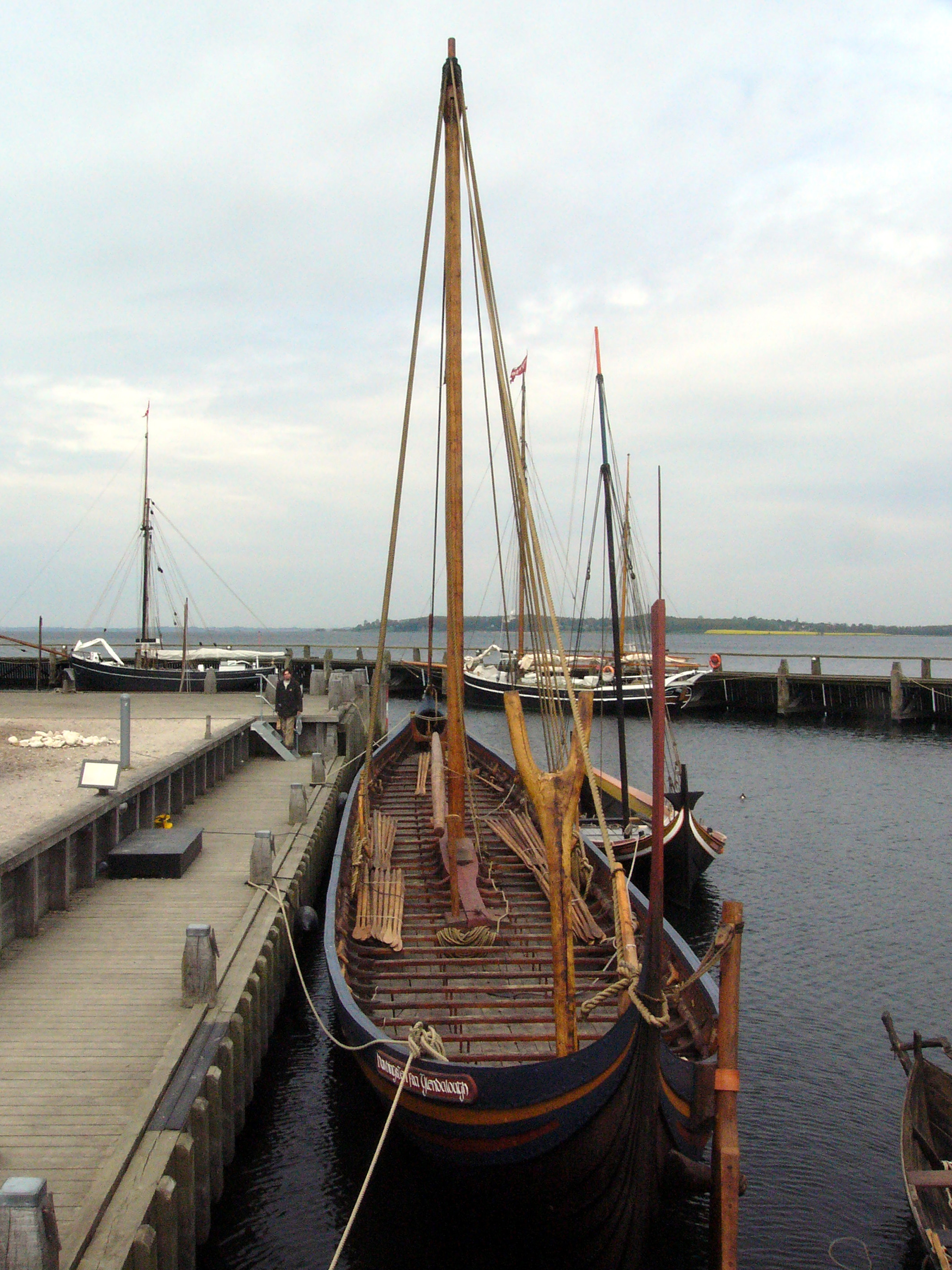
Una ricostruzione recente di come doveva apparire una delle navi conservate al museo, ormeggiata all'esterno del museo stesso